# اولاد دراج
اولاد دراج (به عربی: أولاد دراج) یک شهرداری در الجزایر است که در استان مسیله واقع شده‌است. اولاد دراج ۳۳٬۸۵۱ نفر جمعیت دارد.